# Linda Larkin
Linda Larkin (Los Ángeles, California; 20 de marzo de 1970) es una actriz de cine y televisión estadounidense. Es más conocida por ponerle voz a la princesa Jasmín de la película de Disney Aladdín y sus secuelas.

## Filmografía
- 2000 - The Next Best Thing
- 1999 - Runaway Bride
- 1996 - Basquiat
- 1996 - Aladdin and the King of Thieves (voz)
- 1994 - El retorno de Jafar (voz)
- 1992 - Aladdín (voz)

## Series de televisión
- 1994 - Aladdín (voz)

## Videojuegos
- 2001 - Kingdom Hearts
- 2005 - Kingdom Hearts II